# RBB München Iguanas
Die RBB München Iguanas sind ein deutscher Rollstuhlbasketballverein aus München, dessen erste Mannschaft in der Rollstuhlbasketball-Bundesliga spielt.
Nach der Gründung 2013 und dem sofortigen Aufstieg 2014 aus der Regionalliga Süd in die 2. Rollstuhlbasketball-Bundesliga Süd konnte man 2017 erstmals als Meister in die Rollstuhlbasketballbundesliga aufsteigen.
Die zweite Mannschaft spielt 2019/20 in der drittklassigen Regionalliga Süd und die dritte Mannschaft (reines Frauenteam) in der viertklassigen Oberliga Süd.

## Erfolge
- Meister Regionalliga Süd 2014
- Regionspokalsieger Süd 2014
- Meister 2. Bundesliga Süd 2017